# A Dog's Journey
A Dog's Journey (prt: Juntos para Sempre 2; bra: Juntos para Sempre) é um filme indo-sino-honcongo-americano de 2019, dos gêneros comédia dramática, fantasia e aventura, dirigido por Gail Mancuso para a Universal Pictures, baseado no livro A Dog's Journey, de W. Bruce Cameron, coautor do roteiro ao lado de Maya Forbes, Cathryn Michon e Wallace Wolodarsky.